# Psaenythia
Psaenythia is een geslacht van vliesvleugelige insecten uit de familie Andrenidae

## Soorten
- P. annulata Gerstäcker, 1868
- P. anthidioides Holmberg, 1921
- P. ateles Holmberg, 1921
- P. bergii Holmberg, 1884
- P. bizonata Friese, 1908
- P. boliviana Holmberg, 1921
- P. burmeisteri Gerstäcker, 1868
- P. capito Gerstäcker, 1868
- P. cockerelli Holmberg, 1921
- P. collaris Schrottky, 1907
- P. comma Schrottky, 1907
- P. corduvensis Holmberg, 1921
- P. chrysorrhoea Gerstäcker, 1868
- P. demissa Holmberg, 1921
- P. detecta Holmberg, 1921
- P. doeringi Holmberg, 1921
- P. elegans Holmberg, 1921
- P. emilia Holmberg, 1921
- P. facialis Gerstäcker, 1868
- P. flavomaculata Friese, 1908
- P. frieseana Holmberg, 1921
- P. gerstaeckeri Friese, 1908
- P. gomezi Holmberg, 1921
- P. hesperidium Holmberg, 1921
- P. horticola Holmberg, 1921
- P. hortulana Holmberg, 1921
- P. hubrichi Holmberg, 1921
- P. hubrichiana Holmberg, 1921
- P. hypsophila Moure, 1944
- P. improvida Holmberg, 1921
- P. interrupta Friese, 1908
- P. jujuyensis Holmberg, 1921
- P. laticeps Friese, 1908
- P. litoralis Holmberg, 1921
- P. magnifica Holmberg, 1921
- P. manasuyani Holmberg, 1921
- P. modesta Holmberg, 1921
- P. monstruosa Holmberg, 1921
- P. nigriventris Friese, 1908
- P. nomadoides Gerstäcker, 1868
- P. pachycephala Cockerell, 1917
- P. patagonica Holmberg, 1921
- P. penningtoni Holmberg, 1921
- P. personata Holmberg, 1921
- P. philanthoides Gerstäcker, 1868
- P. physalidis Schrottky, 1907
- P. picta Gerstäcker, 1868
- P. pictipennis Friese, 1908
- P. portennia Holmberg, 1921
- P. quadrifasciata Friese, 1908
- P. quinquefasciata Schrottky, 1907
- P. reedi Holmberg, 1921
- P. rosarina Holmberg, 1921
- P. rubripes Friese, 1908
- P. rufipes Holmberg, 1886
- P. salpichroae Holmberg, 1921
- P. santiaguina Holmberg, 1921
- P. scalae Holmberg, 1921
- P. scutellaris Holmberg, 1921
- P. solani Schrottky, 1907
- P. superba Friese, 1908
- P. thoracica Gerstäcker, 1868
- P. tricolor Vachal, 1909
- P. trifasciata Gerstäcker, 1868
- P. tucumana Holmberg, 1921
- P. unizonata Holmberg, 1903
- P. urbana Holmberg, 1921
- P. variabilis Ducke, 1908
- P. verbenae Holmberg, 1921
- P. viatrix Holmberg, 1921
- P. vicina Holmberg, 1921
- P. wagneriana Holmberg, 1921